# Текпатан
Текпатан (исп. Tecpatán) — посёлок в Мексике, штат Чьяпас, входит в состав одноимённого муниципалитета и является его административным центром. Численность населения, по данным переписи 2020 года, составила 4950 человек.

## Общие сведения
Поселение было основано в доиспанский период народом соке, которые называли его Ocahual, что с языка соке можно перевести как — люди-воины.
В период 1486 — 1488 годы регион был завоёван ацтеками во главе с Тильтотлем, по распоряжению императора Ауисотля, а поселение было переименовано в Tecpatán, что с языка науатль можно перевести как — месторождение кремния.
В 1560 году доминиканские монахи объявили Текпатан католическим центром евангелизации региона, и возвели храм и монастырь Святого Доминика.
В 1914 году губернатор Хесус Агустин Кастро присвоил Текпатану статус посёлка и административного центра одноимённого муниципалитета.